# Малинкович Володимир Дмитрович
Володи́мир Дми́трович Малинко́вич (нар. 28 серпня 1940, Суми) — український політичний діяч, публіцист, радник президента Леоніда Кучми, член Партії регіонів. За радянських часів правозахисник, дисидент, член Української Гельсінської групи. За освітою лікар-ендокринолог, кандидат медичних наук.
Двічі емігрував до Німеччини (в 1980 та 2008 роках), мешкає разом з сім'єю в Мюнхені.

## Життєпис
Народився 28 серпня 1940 року в м. Суми. Його батько був військовим, ветераном світової війни, потім військовим істориком.
Після закінчення школи Володимир два роки працював токарем на заводі «Кінап» у Києві. Поступив на юридичний факультет Ленінградського університету. За активну студентську діяльність був виключений з другого курсу.
Закінчив 1967 року Київський медичний інститут, був призваний в Радянську армію, військовий лікар. Того ж року написав листа на ім'я тодішнього міністра оборони СРСР маршала А. А. Гречка з приводу агресії СРСР та арабських країн проти Ізраїля. В 1968 році перед шеренгою солдатів відкрито висловив свой протест вторгнення радянських військ в Чехословаччину, за що місяць просидів під слідством в ізоляторі особливому відділі Київського воєнного округу. В 1969 році йому влаштували «суд честі» й вигнали з Радянської Армії.
З 1970 року працював дільничим лікарем, лікарем-радіологом в інституті ендокринології. 1973 року захистив кандидатську дисертацію. Був знайомий з В. Некрасовим, Й. Зісельсом, М. Білорусцем, адвокатами Городецьким і Кисельовим. З 1970 року почав передавати інформацію для «Хроники текущих событий». Не приховуючи, в телефонних розмовах повідомляв Андрію Сахарову про арешти та стеження за ним; в тому ж часі познайомився з О. Мешко, яка вже перебувала під пильним стеженням.
У жовтні 1978 року вступає в Українську Гельсінкську групу.
Перебував у розробці КДБ — керував слідством старший офіцер КДБ, майбутній голова СБУ та МВС України Володимир Радченко. Незважаючи на тиск та погрози з боку КДБ, відмовився вийти з Української Гельсінської групи. Кілька раз був побитий «невідомими» з КДБ.
У 1980 був змушений з сім'єю покинути країну та податися в еміграцію до ФРН під загрозою КДБ бути засудженим по статті «зґвалтування». У Мюнхені працював старшим редактором російської служби радіо «Свобода», очолював європейське представництво Української Гельсінської групи.
1992 року повернувся в незалежну Україну. У 1994 році керував інформаційно-аналітичним центром при виборчому штабі Леоніда Кучми. Як сам він стверджував, саме йому належить ідея внести в передвиборну програму Кучми тезу про надання російській мові статусу державної.
Після перемоги Кучми на виборах 1994 року працював радником президента з політичних питань. Пішов з посади на знак протесту, коли СБУ очолив «старий знайомий» ще з КДБ генерал Володимир Радченко.
До листопада 1997 керував Інститутом проблем інтеґрації Київського центру політичних досліджень і конфліктології.
У 1997 році був співголовою виборчого блоку «СЛОН» — «Соціально-ліберальне об'єднання» — ідеями якого були ліберальні реформи, стратегічне партнерство з Росією, надання російській мові статусу офіційної. Полишив блок на самому початку виборчої кампанії — заперечував з етичних міркувань проти деяких кандидатів до партійного списку.
Згодом увійшов до складу Партії регіонального відродження України — сучасна назва — Партія регіонів.
З 1998 року — директор Українського відділення Міжнародного інституту гуманітарно-політичних досліджень (Росія). Кандидував на виборах 1998 року до Верховної Ради від Партії Регіонів.
У квітні 2001 року очолив комісію при Президенті України — зі сприяння демократизації та розвитку громадянського суспільства при Президентові України.
Займав посаду секретаря Комісії по підготовці конституційної реформи.
В 2008 році повернувся жити в Мюнхен.

## Погляди на суспільно-політичний устрій
- В своїх чисельних інтерв'ю в Україні неодноразово підкреслював, що він інтернаціоналіст лівої орієнтації.
- Вважає себе «прихильником європейського порядку, заснованого на соціал-демократичних принципах».[1]

## Про російську окупацію Донбасу
|  | Я бачу для вирішення проблеми Донбасу тільки два шляхи: один - це все-таки подальший розвиток Мінських угод, які зайшли глибоко в глухий кут. А друге - це так звана стіна. Наскільки я розумію, зараз <у заяві Путіна> мова йде про другий варіант, тобто зупинити військові дії, створити якусь демілітаризовану зону. Україна займається своїми проблемами всередині великої України, а Донбас, та частина Донбасу, яка вважається в Україні окупованій, такий буде визнана і зависне на якийсь час. ...Я вважаю, що це частина Донбасу не окупована російськими військами, хоча присутність росіян там має місце, навіть далеко не останнє. Перш за все я маю на увазі допомогу озброєннями. |

## Прозбиття Boeing-777 біля Донецька
|  | В «Боїнг» не стріляли з «Бука»... Я не сумніваюся, що «Боїнг» збитий з «Бука», з «Бука» російського, але те, що прицільно стріляли в «Боїнг», я не вірю в це, тому що не бачу в цьому ніякого сенсу для росіян ... Стріляли в ціль в повітрі, яка могла бути іншою, а потрапили в «Боїнг». Це не була прицільна стрільба по голландському літаку - це була стрілянина по якогось об'єкту, який, мабуть, міг бути і літаком України, але в той же час відповідальність за збитий голландський літак лежить не тільки на тих, хто збив цей літак, але і на диспетчерів, які дозволили цьому літаку летіти над зоною, де йдуть військові дії. |

## Критика
Деякі українські політичні оглядачі, наприклад, Віталій Портников, вважають помилкою називати В. Малинковича «політологом», а також називають В. Малинковича «агентурою Кремля».

## Приватне життя
- Перша дружина — … Після повернення до України в 1992 його дружина важко захворіла. Через неправильне лікування померла 1997 року. Син від першого шлюбу — Вадим.
- Друга дружина та діти від цього шлюбу, Ігор і Марія, мешкають у Мюнхені.

## Книги
- В. Малинкович. Три революции и две перестройки. Этюды на темы советской истории. — Москва: ИГПИ, 2008. — 368 с.
- В. Малинкович: Век вывихнут… Распалась связь времен. — Видавництво Folio, 2008. — 352 с. ISBN 978-5897930371
- В. Малинкович. Очерки духовной истории великих народов (русские и немцы). — Вид. Folio, 2010. — 379 с. ISBN 978-9660352759
- В. Малинкович. Очерки истории европейской культуры нового времени. — Вид. Folio, 2011. — 252 с. ISBN 978-9660357341

## Статті
- Die Zeit: Ein Friedensplan für die Ukraine [Архівовано 10 лютого 2017 у Wayback Machine.].(нім.) 2.09.2014
- Двадцять років демократичного транзиту [Архівовано 28 жовтня 2017 у Wayback Machine.]. (з прим.) 28.09.2011
- Інтерв'ю російському медіа-представництву «РосЗарубежЦентр» [Архівовано 4 вересня 2017 у Wayback Machine.], 18.07.2008

## Виноски
1. ↑  Владимир Малинкович покидает «улей» [Архівовано 11 червня 2017 у Wayback Machine.]. — 2000.ua, № 41 (433) 10-16.10.2008
2. ↑  31 травня 2017 російське агентство «Інтерфакс» повідомило, що з 1 червня в Донбасі починається «безстрокове припинення вогню». В інтерв'ю газеті «Фігаро» президент Росії Путін заявив, що «м'яч, як то кажуть, на стороні офіційних київської влади, вони повинні перш за все подбати про те, щоб виконати Мінські угоди». (див. зноску: Радіо Свобода: «Конец донбасской войны?», див.далі - Анонс програми)
3. 1 2 3  Радіо Свобода: «Конец донбасской войны?» — Погляди Малинковича на російсько-українсько війну. — , 31.05.2017
4. ↑  [Архівовано 8 січня 2019 у Wayback Machine.] [Архівовано 8 січня 2019 у Wayback Machine.] [Архівовано 8 січня 2019 у Wayback Machine.] [Архівовано 8 січня 2019 у Wayback Machine.] [Архівовано 8 січня 2019 у Wayback Machine.] [Архівовано 8 січня 2019 у Wayback Machine.] Скандал с фейками в «Der Spiegel» должен возродить дискуссию об агентурном проникновении РФ в западные СМИ(рос.), LB, 5 січня 2018